# Дюпина, Кристина Сергеевна
Кристина Сергеевна Дюпина (в девичестве Смирнова; 19 сентября 1991 года, Красноуфимск, Свердловская область) — российская биатлонистка. Мастер спорта России международного класса.

## Карьера
Начала заниматься биатлоном в спортивном учреждении № 1 г.Красноуфимска. В 2007 году выполнила нормативы кмс. В 2008-14 годах тренировалась у Бугаева Д. А. и ЗТр Мальгина В. Н. в ШВСМ № 2 г. Ханты-Мансийска. В 2011 году выполнила нормативы мастера спорта.
К числу основных побед относится победа в масс-старте и эстафете на первенстве России среди юниоров 2012 года.
Выступая среди взрослых заняла 3 место на Чемпионате России 2014 года.
Начиная с 2014 года тренируется в ГАУ ТО «ЦСП» (Тюмень), где занимается у ЗТр Л. А. Гурьева, ЗТр В. Н. Мальгина, Ирины Мальгиной и Максима Максимова.
Бронзовый призёр Универсиады — 2015 в гонке преследования.

## Личная жизнь
Училась в Сургутском государственном педагогическом университете.
С 2020 года выступает под фамилией Дюпина.
Её сестра-близнец Инна Смирнова также занимается биатлоном.